# 2773 Brooks
2773 Brooks eller 1981 JZ2 är en asteroid i huvudbältet som upptäcktes den 6 maj 1981 av den amerikanska astronomen Carolyn S. Shoemaker vid Palomar-observatoriet. Den är uppkallad efter den amerikanske astronomen William R. Brooks.
Asteroiden har en diameter på ungefär 13 kilometer.